# Luís Mira Amaral
Luís Fernando de Mira Amaral GCIH (Amadora, Amadora, 4 de Dezembro de 1945) é um engenheiro, economista e gestor português.

## Biografia
Nascido em Lisboa, frequentou o Liceu Camões. O pai era de Coimbra e foi funcionário do Ministério das Finanças; a mãe era de Beja e foi funcionária dos CTT.
É licenciado em Engenharia Electrotécnica, pelo Instituto Superior Técnico da Universidade Técnica de Lisboa (1969) e mestre em Economia, pela Faculdade de Economia da Universidade Nova de Lisboa (1982), com uma dissertação intitulada O consumo de energia no sector automóvel em Portugal. Diplomou-se no Stanford Executive Program, da Universidade de Stanford (2000).
Iniciou a sua carreira profissional em 1969, como engenheiro na Direcção-Geral de Aeronáutica Civil, até 1972. Também em 1969 se tornou assistente do Instituto Superior Técnico, onde é professor catedrático convidado, desde 2005. Foi engenheiro da EDP, de 1975 a 1979. De 1979 a 1984 foi regente das licenciaturas em Administração e Gestão de Empresas e de Economia, na Universidade Católica Portuguesa. Foi técnico do Banco de Fomento Nacional, de 1979 a 1984, e presidente do Instituto de Gestão Financeira da Segurança Social, de 1984 a 1985. De 1983 a 2004 foi professor associado convidado da Universidade Nova de Lisboa. Entre 2000 e 2002 foi professor catedrático convidado da Universidade Lusíada de Lisboa.
Membro dos X, XI e XII Governos Constitucionais, ocupou os cargos de Ministro do Trabalho e Segurança Social (1985-1987) e Ministro da Indústria e Energia (1987-1995). Foi Deputado à Assembleia da República, pelo Círculo de Santarém (1995-1999).
Foi vogal dos Conselhos de Administração do Banco Português de Investimento, do Banco de Fomento Angola, Moçambique e do BCI Fomento, entre 1998 e 2002. Presidiu à Comissão Executiva da Caixa Geral de Depósitos, em 2004. Como administrador não executivo passou pela EDP, Unicer, Cimpor, Vista Alegre e Repsol. De 2007 a 2016 presidiu ao Banco BIC Português.
Presidiu os conselhos da indústria e da energia da CIP (Confederação Empresarial de Portugal). É atualmente administrador executivo da empresa de consultadoria SPI, Sociedade Portuguesa de Inovação.
A 25 de Julho de 1996 foi agraciado com a Grã-Cruz da Ordem Nacional do Cruzeiro do Sul do Brasil e a 8 de Junho de 2007 foi agraciado com a Grã-Cruz da Ordem do Infante D. Henrique.

## Funções governamentais exercidas
- X Governo Constitucional
  - Ministro do Trabalho e Segurança Social
- XI Governo Constitucional
  - Ministro da Indústria e da Energia
- XII Governo Constitucional
  - Ministro da Indústria e Energia